# Lista de títulos do Homem-Aranha
Esta é uma lista de títulos que apresentam o super-herói da Marvel Comics, Homem-Aranha. O Homem-Aranha apareceu pela primeira vez em Amazing Fantasy #15, a última edição da série. Depois disso, ele ganhou sua própria série intitulada The Amazing Spider-Man em 1963. Todas as histórias apresentadas nesta lista são publicadas pela Marvel Comics sob seu selo padrão, salvo indicação em contrário. A lista foi atualizada em março de 2023 e inclui as versões do personagem de Peter Parker, Ben Reilly, Miguel O'Hara, Miles Morales e Otto Octavius.

## Séries em andamento

### Continuidade da corrente principal
Os títulos que atualmente apresentam o Homem-Aranha incluem:
- The Amazing Spider-Man
  - #1–441 (março de 1963 – novembro de 1998). Inclui também uma edição #1 (julho de 1997).
  - (vol. 2) #1–58, #500–700 (janeiro de 1999 – dezembro de 2012). Inclui também as edições numeradas #654.1, 679.1, 699.1, 700.1–700.5
  - (vol. 3) #1–18 (abril de 2014 – agosto de 2015). Inclui também as edições numeradas de #1.1 a #1.5 e de #16.1 a #20.1.
  - (vol. 4) #1–32, #789–801 (outubro de 2015 – junho de 2018). Inclui também as edições numeradas de #1.1 a #1.6.
  - (vol. 5) #1–93 (julho de 2018 – março de 2022). Inclui também as edições numeradas #16.HU, 18–20.HU, 50–54.LR, 78.BEY, 80.BEY, 88.BEY, 92.BEY.
  - (vol. 6) #1–70 (abril de 2022 – março de 2025). Inclui também as edições numeradas #65.MORTES, 68.MORTES
  - (vol. 7) #1–atual (abril de 2025 – presente)
  - Anuais s #1–28, ' – 2001, #35–42, 2015, 2017, 2018, 2018 (II), 2019, 2021, 2023 (1964–2023)

- Miles Morales: Homem-Aranha
  - #1–42 (dezembro de 2018 – setembro de 2022), Anual #1 (2021)
  - (vol. 2) #1–atual (dezembro de 2022 – presente)

### Outros títulos
Títulos do Homem-Aranha ambientados em universos diferentes da Terra-616:
- Universo Ultimate (Terra-6160)
  - Ultimate Spider-Man #1–atual (janeiro de 2024 – presente). Escrito por Jonathan Hickman e ilustrado por Marco Checchetto. Ambientado no novo Universo Ultimate Marvel, o quadrinho apresenta um Peter Parker mais velho que se torna o Homem-Aranha pela primeira vez aos 35 anos, quando já é casado com Mary Jane Watson e tem dois filhos, Richard e May Parker.

### Reimpressões
- Astonishing Spider-Man #1–atual ( Panini Comics / Marvel UK ; novembro de 1995 – presente). Parte da linha "Collector Edition" da Marvel UK, reimprimindo histórias americanas de 2 a 3 anos antes.

### Crossôveres
- Marvel Treasury Edition #28 (1981)
- Vingadores (1991–presente)
- Guerra Infinita #1 e 2 (1991)
- A Manopla do Infinito (1991)
- Guerra Civil (2006–2007)
- Invasão Secreta (2008)
- Infinito (2013)
- Aranhaverso (2014–presente)
- Guerras Secretas (2015–2016)
- Guerra Civil II (2016)
- Império Secreto (2017)
- Monstros à Solta (2017)
- Spider-Geddon (2018)